# Frederic II de Suàbia
Frederic II de Hohenstaufen, dit el Borni (1090 - 6 d'abril de 1147), va ser duc de Suàbia des de 1105 fins a la seva mort.

## Biografia
Era el fill gran de Frederic I, el primer duc de Suàbia de la casa Hohenstaufen amb Agnès d'Alemanya. Va succeir-lo a la seva mort el 1105. El 1121 es va casar amb Judith de Baviera, membre de la poderosa casa de Güelf i tradicional adversària dels Hohenstaufen.
A la mort de l'emperador Enric V, el seu oncle, Frederic va postular com a successor amb el suport del seu germà petit Conrad, duc de Francònia, i d'altres aliats. Tanmateix, va perdre l'elecció el 1125 en favor de Lotari II, que seria coronat emperador el 1133.
Un conflicte esclatà entre els partidaris de Frederic i Lotari. Encoratjat per Albert, arquebisbe de Magúncia, que detestava els homes de confiança del difunt emperador Enric, Lotari va assetjar Nuremberg el 1127 i va ocupar Espira el 1128. L'intent d'Enric l'orgullós, duc de Baviera, de capturar Frederic durant les negociacions el no va tenir èxit. Però els aliats de Lotari van guanyar un nombre de victòries significatives tant a Alemanya com a Itàlia: Espira (Speyer) (1129), Nuremberg (1130) i Ulm (1134) va ser capturades, i finalment l'octubre de 1134 Frederic es va sotmetre a l'emperador. Després de la mort de Lotari el 1135, el germà petit de Frederic Conrad va ser elegit Rei dels Romans. Durant el seu regnat com a rei d'Alemanya Frederic va donar-li suport en el seu conflicte amb els Welfs.
Judith de Baviera havia mort el 1130. La segona esposa de Frederic, Agnès, va ser la neboda del seu antic enemic Albert de Mainz.
Segons Otó de Freising (1114-1158), Frederic era «un cavaller tant fidel al seu sobirà i un amic tant útil al seu oncle que amb el seu valor ell va suportar l'honor vacil·lant de tot el reialme».

## Descendència
Els descendents de Frederic van ser:
- amb Judith de Baviera, filla d'Enric IX, duc de Baviera.
  - Frederic III Barba-roja (1122-1190), duc de Suàbia i sacre emperador romà com a Frederic I.
  - Berta de Hohenstaufen (1123-1195): Casada amb Maties I, duc de Lorena.

- Amb Agnès de Saarbrücken
  - Conrad de Hohenstaufen (1134/36-1195): Comte Palatí del Rin.
  - Judit de Hohenstaufen (1135-1191): Casada amb Lluís II, landgrave de Turíngia.